# Granatsplinter
Granatsplinter eller shrapnel er metalsplinter eller kugler, der fyldes i en granat for at blive spredt til alle sider med stor kraft ved eksplosionen.
Den engelske betegnelse shrapnel kommer fra fragmentationsgranatens opfinder, Henry Shrapnel (1761–1842), en engelsk artilleriofficer, der udviklede den første variant af denne ammunition.
Granatsplinter, eller shrapnel, er én af de største farer for infanteri i kampzoner. Derfor har man også altid forsøgt at beskytte personellet så godt som muligt imod denne trussel. Først med stålhjelme til beskyttelse af hovedet, og senere med fragmentationsveste og kevlarhjelme.
- Wikimedia Commons har flere filer relateret til Granatsplinter

| Militær | Spire Denne artikel om militær er en spire som bør udbygges. Du er velkommen til at hjælpe Wikipedia ved at udvide den. |